# TVB經典台電視劇集列表 (2020年)
本列表列出2020年香港TVB经典台所重播的節目。

## 重播節目
封神榜、西遊記、西遊記（貳）、十兄弟、搜神傳、蒲松齡、牛郎織女、天子尋龍、布袋和尚、再生緣、師奶股神、最美麗的第七天、外父唔怕做、古靈精探、古靈精探B、九五至尊、水滸無間道、先生貴性、點解阿Sir係阿Sir、團圓、雙面伊人、爭分奪秒、同居三人組、都市方程式、茶煲世家、FM701、婆媽女婿、小小大丈夫、愛生事家庭、洗冤錄、洗冤錄II、騙中傳奇、秀才遇着兵、秀才愛上兵、本草藥王、天涯俠醫、鳳凰四重奏、鳳舞香羅、天梯、壹號皇庭IV、壹號皇庭V、陀槍師姐、陀槍師姐II、倚天屠龍記、天龍八部、射鵰英雄傳、九陰真經